# Coenonympha satyrionides
Coenonympha satyrionides är en fjärilsart som beskrevs av Hermann Stauder 1928. Coenonympha satyrionides ingår i släktet Coenonympha och familjen praktfjärilar. Inga underarter finns listade i Catalogue of Life.